# Nagelsvamp
Nagelsvamp är en svampinfektion i naglarna, framför allt beroende på svamparten Trichophyton rubrum. Sjukdomen gör naglarna spröda och ogenomskinliga.  
Man räknar med att ungefär 10 procent av befolkningen har nagelsvamp. Cirka 95 % av svampinfektioner på naglarna beror på Trichophyton rubrum. Denna typ av svamp livnär sig på keratin i hud och naglar kallas och kallas för dermatofyt (från grekiskans δέρμα, derma, "hud" och φυτόν, fyto, "växt").
Nagelsvamp är oftast relaterad till fotsvamp. Smittan överförs till exempel i offentliga våtutrymmen såsom badhus, idrottshallar och liknande.
Mindre skador på hud eller naglar, missformade naglar eller nagelsjukdom samt nedsatt immunförsvar medför en ökad risk för nagelsvamp. Detsamma gäller hud som är fuktig en längre tid och användande av skor som inte låter fötterna luftas.
De receptfria behandlingar mot nagelsvamp som finns på marknaden är sällan särskilt effektiva. Det finns även receptbelagda läkemedel som tas oralt i cirka 2 till 3 månader för tånaglar och något kortare för fingernaglar.